# Eriocaulon bolei
Eriocaulon bolei là một loài thực vật có hoa trong họ Cỏ dùi trống. Loài này được Bole & M.R.Almeida mô tả khoa học đầu tiên năm 1986 publ. 1987.